# Glimpse Glacier
Glimpse Glacier är en glaciär i Antarktis. Den ligger i Östantarktis. Nya Zeeland gör anspråk på området. Glimpse Glacier ligger 1 939 meter över havet.
Terrängen runt Glimpse Glacier är huvudsakligen bergig, men den allra närmaste omgivningen är kuperad. Trakten är obefolkad. Det finns inga samhällen i närheten.